# Мост Китайско-корейской дружбы
Мост Китайско-корейской дружбы (до 1990 года — мост через реку Ялу) — пограничный мост на реке Ялуцзян соединяющий города Даньдун (КНР, провинция Ляонин) и Синыйджу (КНДР, провинция Пхёнан-Пукто). Этот мост является звеном транспортной магистрали Пекин — Пхеньян и одним из немногих путей, по которым можно въехать или выехать из КНДР. В 2004 году на КПП города Даньдун пришлось 70 % общего объёма экспорта из КНР в КНДР.

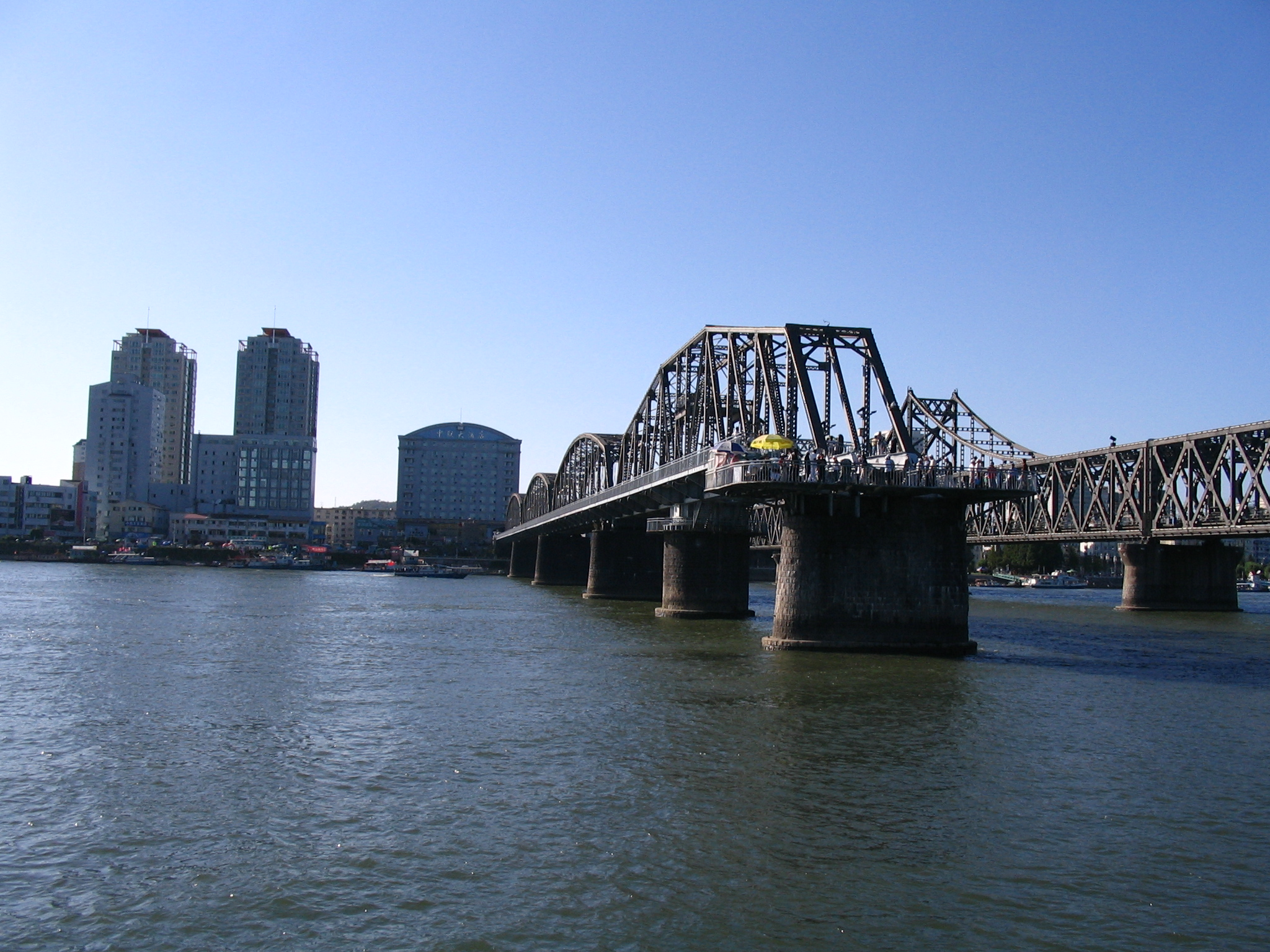
Оба моста, вид с берега КНДР

Рядом с мостом Китайско-корейской дружбы расположен «Сломанный мост», построенный в 1909 году. Он был частично повреждён в ходе Корейской войны в 1950 году. Сломанный мост не был восстановлен и в настоящее время является туристической достопримечательностью со стороны КНР (рейтинг AAAA по национальной шкале). На последней уцелевшей опоре установлены телескопы и желающие могут посмотреть на КНДР.
Примерно 10 км ниже по течению реки КНР с 2011 года строился новый мост — кит. 新鸭绿江大桥 (Новый большой мост через реку Ялу). Мост и дороги со стороны КНР были завершены в 2014—2015 годах, однако КНДР не начала строительства дорог и терминалов